# Synagoge (Baden)

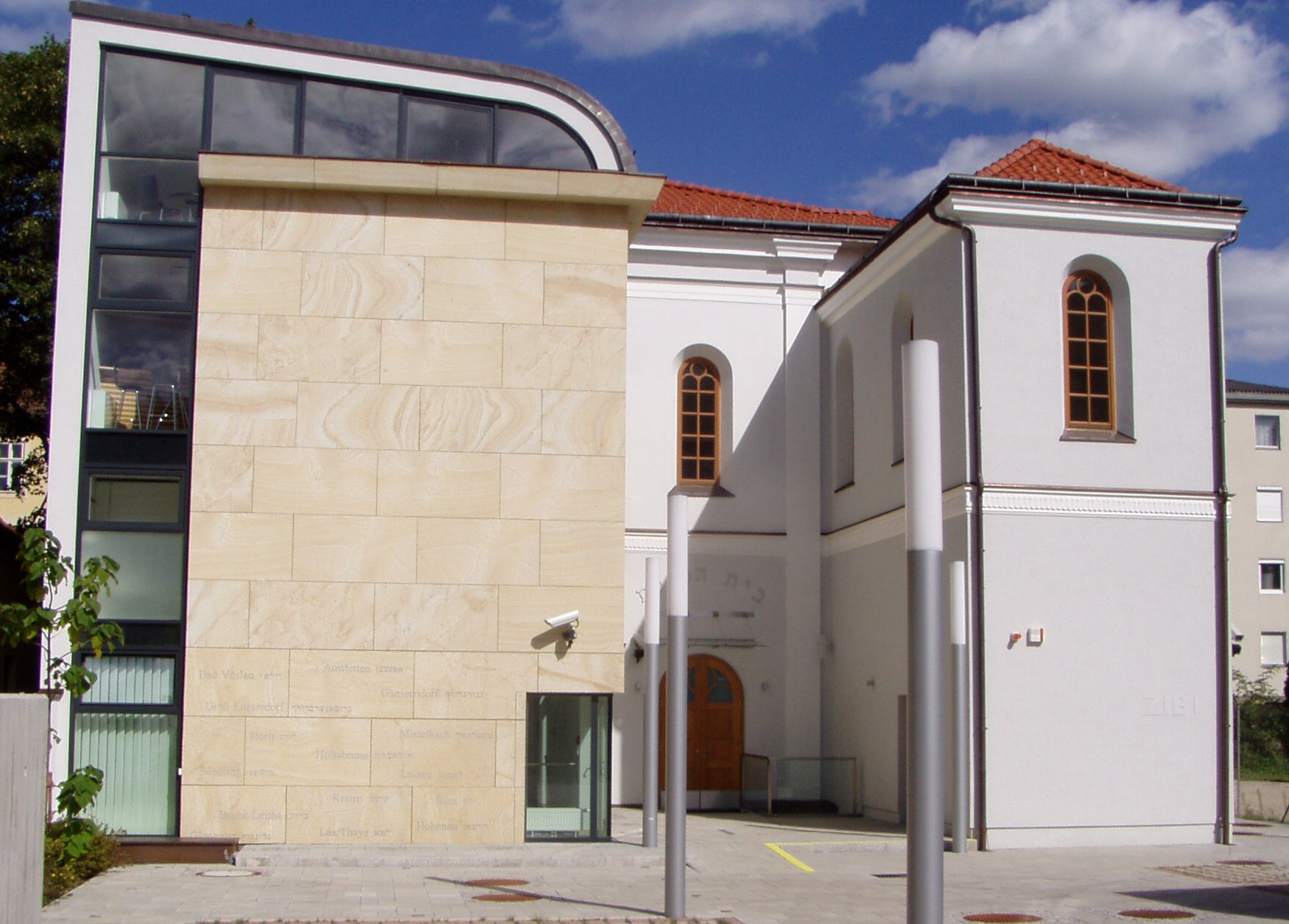
Die Synagoge Baden, Grabengasse 14, nach dem Umbau

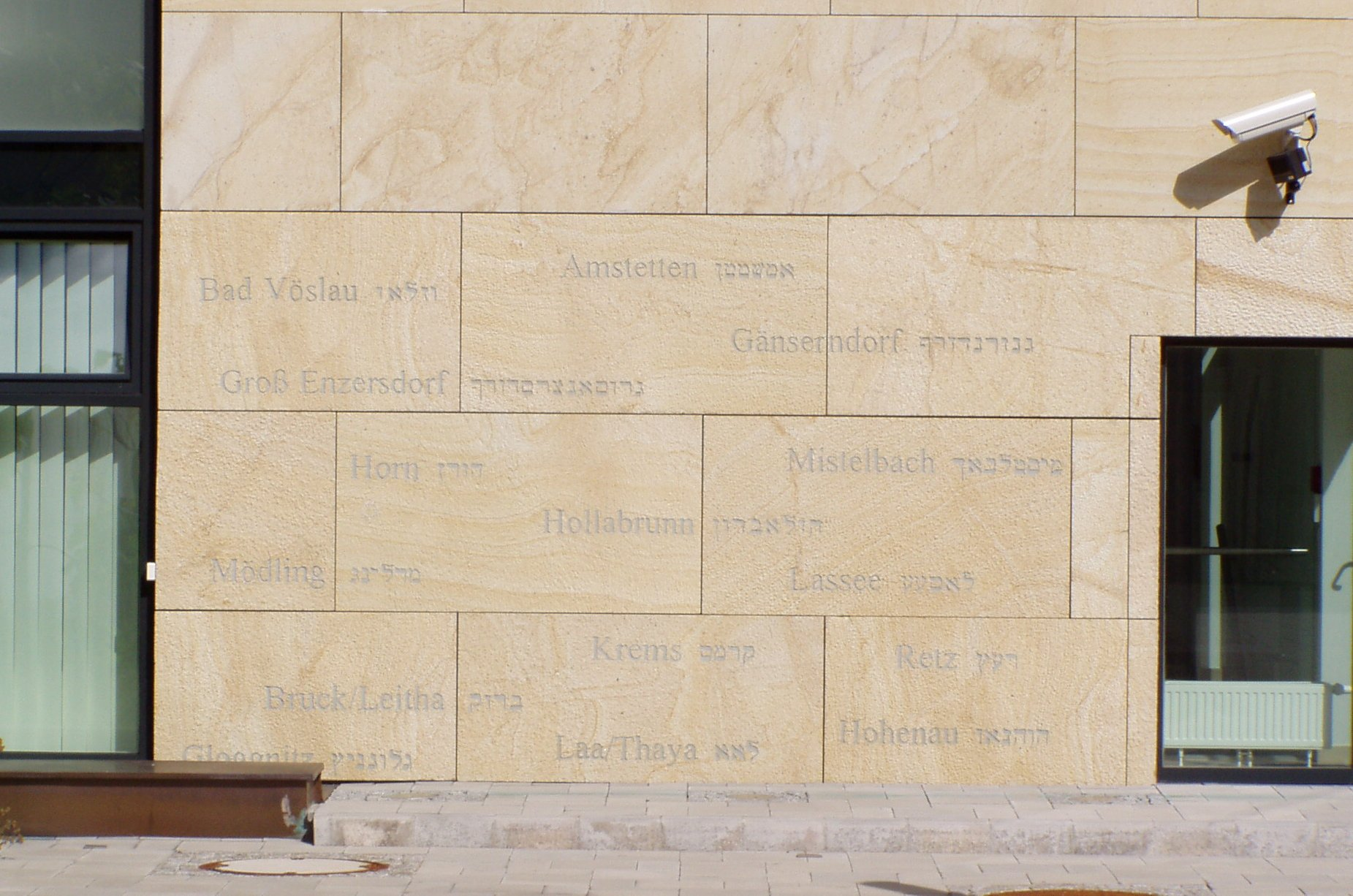
Die Außenmauer der Synagoge mit den Namen der jüdischen Gemeinden in Niederösterreich vor 1938

Die Synagoge Baden ist eine in Baden bei Wien beheimatete, teilweise zerstörte, aber wiedererrichtete Synagoge.

## Geschichte
Vor dem Erlass der Toleranzpatente für die Juden in Wien und Niederösterreich, durch Joseph II. Ende des 18. Jahrhunderts konnten sich in Baden lange keine Menschen jüdischen Glaubens ansiedeln, so war ihnen auch der Besuch der Bäder größtenteils verwehrt. In Folge des Toleranzpatente fand sich ab dem 19. Jahrhundert ein kleines Zentrum jüdischer Kultur an der Bäckerstraße 363 (heute Breyerstraße 3). 
Auf dem Grundstück im Zentrum Badens, das der Israelitische Kranken Unterstützungsverein im Jahr 1870 erwarb, wurde zuerst ein öffentliches Bethaus errichtet. Nachdem sich dieses für die Bedürfnisse der Gemeinde und der jüdischen Kurgäste sehr bald als unzulänglich erwies, wurde von 1872 bis 1873 vom Badener Stadtbaumeister Franz Breyer eine große Synagoge, der so genannte Tempel, geplant und errichtet. Der Hauptraum bestand aus zwei Geschossen. Die Decke bestand aus Stahlträgern und gusseisernen Säulen, die heute noch erhalten sind.
Im August 1913 wurde von einem rasch voranschreitenden Neubau des Tempelgebäudes berichtet, von dem die westliche Vorderfront bereits von außen zu besichtigen sei; die Einweihung wurde für Herbst 1914 erwartet.
Bis zum „Anschluss Österreichs“ war die Israelitische Kultusgemeinde Baden die drittgrößte jüdische Gemeinde Österreichs. 
Bereits im Sommer 1938 wurde die Inneneinrichtung der Synagoge zerstört und das Gebäude von der Nationalsozialistischen Volkswohlfahrt übernommen. Aufgrund dessen und aufgrund der Lage zur benachbarten Feuerwehr blieb der Tempel während des Novemberpogroms von weiterer Zerstörung und Brandschatzung verschont. Die Liegenschaft wurde nach Auflösung der Kultusgemeinde von der Gemeinde Baden erworben. Nach dem Zweiten Weltkrieg wurde das Gebäude von den sowjetischen Besatzungssoldaten als Mannschaftsküche verwendet und später an die jüdische Gemeinde restituiert.
Der Jüdischen Gemeinde Baden, wie sie heute heißt, fehlten zunächst die Mittel, die Synagoge wieder herzurichten. So wurden zunächst Gottesdienste im Sanatorium Esplanade in Baden abgehalten und im Jahr 1963 ein Nebengebäude als Bethaus adaptiert. Im Mai 1988 stellte die Israelitische Kultusgemeinde Wien gegenüber der Stadtverwaltung Baden den Antrag auf Abbruch des Tempel-Areals in der Grabengasse. Eine Initiative um Elie Rosen und Georg Chaimowicz verhinderte noch selben Jahres den Abbruch des Gebäudes. Nach langen Verhandlungen übernahmen die Stadt Baden, das Land Niederösterreich sowie der Bund die Kosten für die Sanierung und Umgestaltung des Bauwerkes.
Obwohl die Schließung der Galerien der so genannten Damenabteilung im Jahr 1938 durch die Nationalsozialisten erfolgt war, wurde der ursprüngliche Zustand nicht mehr hergestellt. Grund war die wesentlich geringere Zahl der Mitglieder der Jüdischen Gemeinde, weshalb der Platz nicht mehr benötigt wurde. Stattdessen wurden im ersten Stock das Zentrum für interkulturelle Begegnung und Verständigung sowie Büros der Kultusgemeinde eingerichtet.
Am 15. September 2005 konnte die Synagoge aufgrund nachhaltiger Bemühungen des Präsidenten der Jüdischen Gemeinde Baden, Elie Rosen, wieder eröffnet werden. Sie weist heute 75 Männer- und 40 Frauensitzplätze auf, die durch einen Sichtschutz getrennt sind. Das Zentrum für interkulturelle Begegnung besitzt eine Bühne und Platz für 170 Personen und hat seit seiner Gründung zahlreiche Konzerte und Vortragsveranstaltungen erlebt.